# Powiat Gelnica
Powiat Gelnica (słow. okres Gelnica) – słowacka jednostka administracyjna znajdująca się w kraju koszyckim na terenie historycznych regionów Gemer i Spisz. Powiat Gelnica zajmuje obszar 584 km², jest zamieszkiwany przez 30 841 obywateli, co daje średnią gęstość zaludnienia w wysokości 52,81 osób na km².